# 晋樹隆彦
晋樹 隆彦（しんじゅ たかひこ、1944年〈昭和19年〉5月9日 - ）は日本の歌人、出版人、編集者。ながらみ書房社長。歌誌「心の花」選者。本名および編集者としての名義は及川隆彦（おいかわ たかひこ）。

## 略歴
1944年（昭和19年）5月9日、千葉県匝瑳郡野栄町（現・匝瑳市）に生まれる。法政大学文学部日本文学科卒業。
「えろちか」編集長（駿河台書房）、「短歌現代」編集長（短歌新聞社）などを経て、1985年（昭和60年）にながらみ書房を設立し、1989年に月刊「短歌往来」を創刊。2013年（平成25年）10月に、歌集『浸蝕』で第18回若山牧水賞を受賞する。

## 著書

### 歌集
- 『感傷賦』（雁書館、1984年）
- 『天心に帆』（北羊館、1991年）
- 『秘鑰』（はる書房、2004年）
- 『浸蝕』（本阿弥書店、2013年）

### その他
- 『歌人片影 - 出会いの風景』（はる書房、1993年）
- 『インタビュー現代短歌　うた・ひと往来』（春風社、2006年）
- 『編集者の短歌史』（はる書房、2018年）

## 参考
- 第18回若山牧水賞受賞者
- 読売新聞-若山牧水賞に晋樹隆彦さん